# Новая Василевка (Житомирская область)
Но́вая Васи́левка (укр. Нова Василівка) — село на Украине, находится в Житомирском районе Житомирской области.
Код КОАТУУ — 1822080905. Население по переписи 2001 года составляет 466 человек. Почтовый индекс — 12414. Телефонный код — 412. Занимает площадь 0 км².

## Адрес местного совета
12414, Житомирская область, Житомирский р-н, с.Василевка, ул.Центральная, 4